# Radium-228
Radium-228 of 228Ra is een onstabiele radioactieve isotoop van radium. Radium is een aardalkalimetaal waarvan op Aarde alleen sporen voorkomen in ertslagen met uranium of andere actiniden.
Radium-228 kan ontstaan door radioactief verval van thorium-232 en francium-228.
{\displaystyle {\ce {{^{232}_{90}Th}->{^{228}_{88}Ra}+\,_{2}^{4}\alpha }}}
{\displaystyle {\ce {{^{228}_{87}Fr}->{^{228}_{88}Ra}+{e^{-}}+{\bar {\nu }}_{e}}}}

## Radioactief verval
Radium-228 vervalt geheel naar de radio-isotoop actinium-228 onder uitzending van bètastraling:
{\displaystyle {\ce {{^{228}_{88}Ra}->{^{228}_{89}Ac}+{e^{-}}+{\bar {\nu }}_{e}}}}
De halveringstijd van radium-228 bedraagt ongeveer 5,75 jaar. 
201Ra · 202Ra · 203Ra · 203mRa · 204Ra · 205Ra · 205mRa · 206Ra · 207Ra · 207mRa · 208Ra · 208mRa · 209Ra · 210Ra · 210mRa · 211Ra · 212Ra · 212m1Ra · 212m2Ra · 213Ra · 213mRa · 214Ra · 215Ra · 215m1Ra · 215m2Ra · 215m3Ra · 216Ra · 217Ra · 218Ra · 219Ra · 220Ra · 221Ra · 222Ra · 223Ra · 224Ra · 225Ra · 226Ra · 227Ra · 228Ra · 229Ra · 230Ra · 231Ra · 231mRa · 232Ra · 233Ra · 234Ra · 235Ra